# Зарванцы
Зарванцы (укр. Зарванці) — село в Винницком районе Винницкой области Украины.
Код КОАТУУ — 0520688906. Население по переписи 2001 года составляет 3523 человека. Почтовый индекс — 23223. Телефонный код — 432. Занимает площадь 1,146 км².
В селе действует храм Великомученицы Параскевы Винницкого районного благочиния Винницкой епархии Украинской православной церкви Московского патриархата.

## Адрес местного совета
23222, Винницкая обл. Винницкий р-н, с. Якушинцы

## Персоналии

### Известные уроженцы
- Варюхин, Владимир Алексеевич (1921—2007) — доктор технических наук, профессор, Заслуженный деятель науки УССР, генерал-майор, основоположник теорий многоканального анализа и цифровых антенных решёток[2].

## Галерея

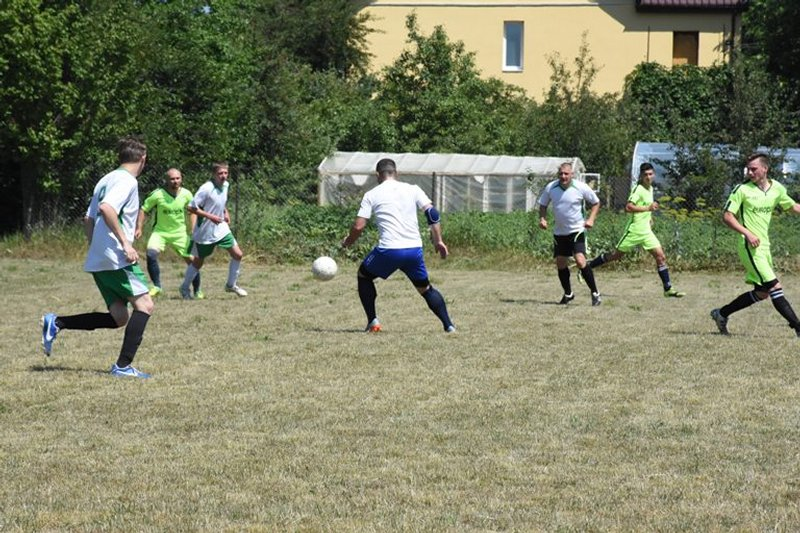
Стадион у Зарванцах